# 임청

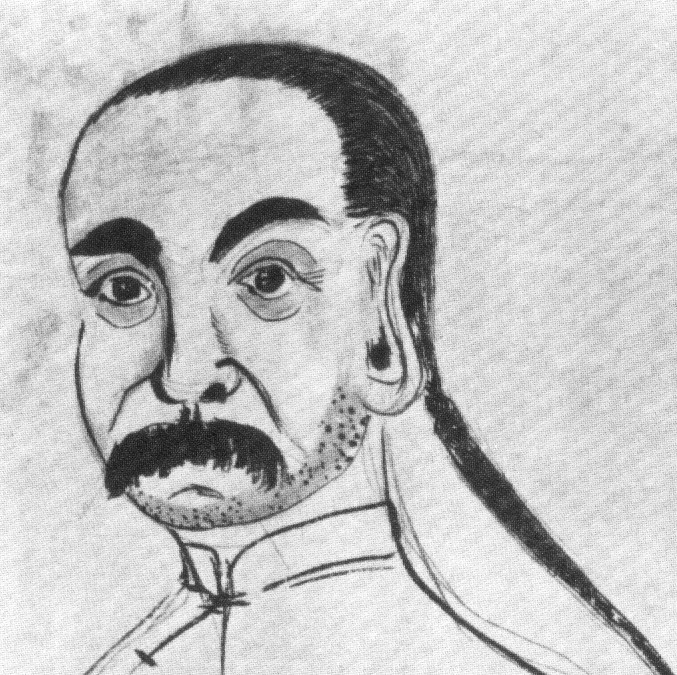
임청

임청(林淸, ? ~ 1813년)은 중국 청나라 중기 천리교의 수뇌로 순천부 대흥현 황촌 송가장(지금의 베이징 시 다싱 구) 출신이다.
어릴 때에는 약장사를 하거나 관아에서 뱃사공으로 일했으나, 1806년 팔괘교(八卦敎)에 입교, 곧 팔괘교에서 파생된 종교를 만들어 사람들을 끌어모으기 시작했다. 이 중에는 농민, 상인은 물론, 하급 관원도 존재했으며 1812년에는 비슷한 교리(한뉘)로 사람들을 전도하고 있던 이문성(李文成)을 만나 다음해에 거사를 하기로 결의하였다. 
1813년, 가경제가 자금성을 떠나 열하의 피서산장으로 피접을 간 사이, 이문성 등 200여인과 함께 ‘순천보민, 순천개도’(順天保民, 順天開道)의 기치를 내어걸고 자금성을 침범했다. 궁중 환관들의 내응으로 내전을 점거하였으나, 도중 제2황자인 면녕이 군사를 이끌어 이들을 도로 자금성 밖으로 격퇴시키는데 성공하였다. 임청은 이어 체포되었고, 능지형을 받아 처형되었다.